# Uruoca
Uruoca é um município brasileiro localizado na Região Noroeste do estado do Ceará. Sua população em 2010 era de 12.894 habitantes.

## Topônimo
Uruoca é vocábulo indígena que significa "morada dos urus". Do tupi uru: uru ou capoeira, uma espécie de ave; e oca: casa, habitação indígena.

## História
Distrito do município de Granja, quando a lei nº 3.560, de 26 de março de 1957, deu-lhe a categoria  municipal.
Começa por volta do ano de 1882 com a ereção da capela dedicada à Nossa Senhora do Livramento, construção essa feita através da doação de um terreno de Cândido José de Almada Bravo, um dos precursores do então distrito. Seu crescimento de forma rápida foi se dando após a construção da Estação Ferroviária que ligava Camocim a Sobral em 1892, ferrovia essa desativada em 1977, estando ainda erguida a antiga estação à margem da CE-362, que foi transformada em um centro artesanal. Era antigamente conhecida como Riachão, porque um riacho cortava a pequena vila. Pertencia ao município de Granja, como distrito. Foram dados nomes como Valdelândia ou Rochalândia, buscando homenagear as  famílias ilustres da época, mas  no  dia 30 de dezembro de 1943, através do Decreto Lei nº 1.114, lhe foi concedido o nome definitivo de URUOCA. A lei nº 3.560, de 26 de março de 1957, deu-lhe a categoria  municipal.  Foi elevado a categoria de município a 26 de março de 1957, segundo a Lei nº 3.560, sendo instalado no dia 14 de abril do mesmo ano.

## Geografia

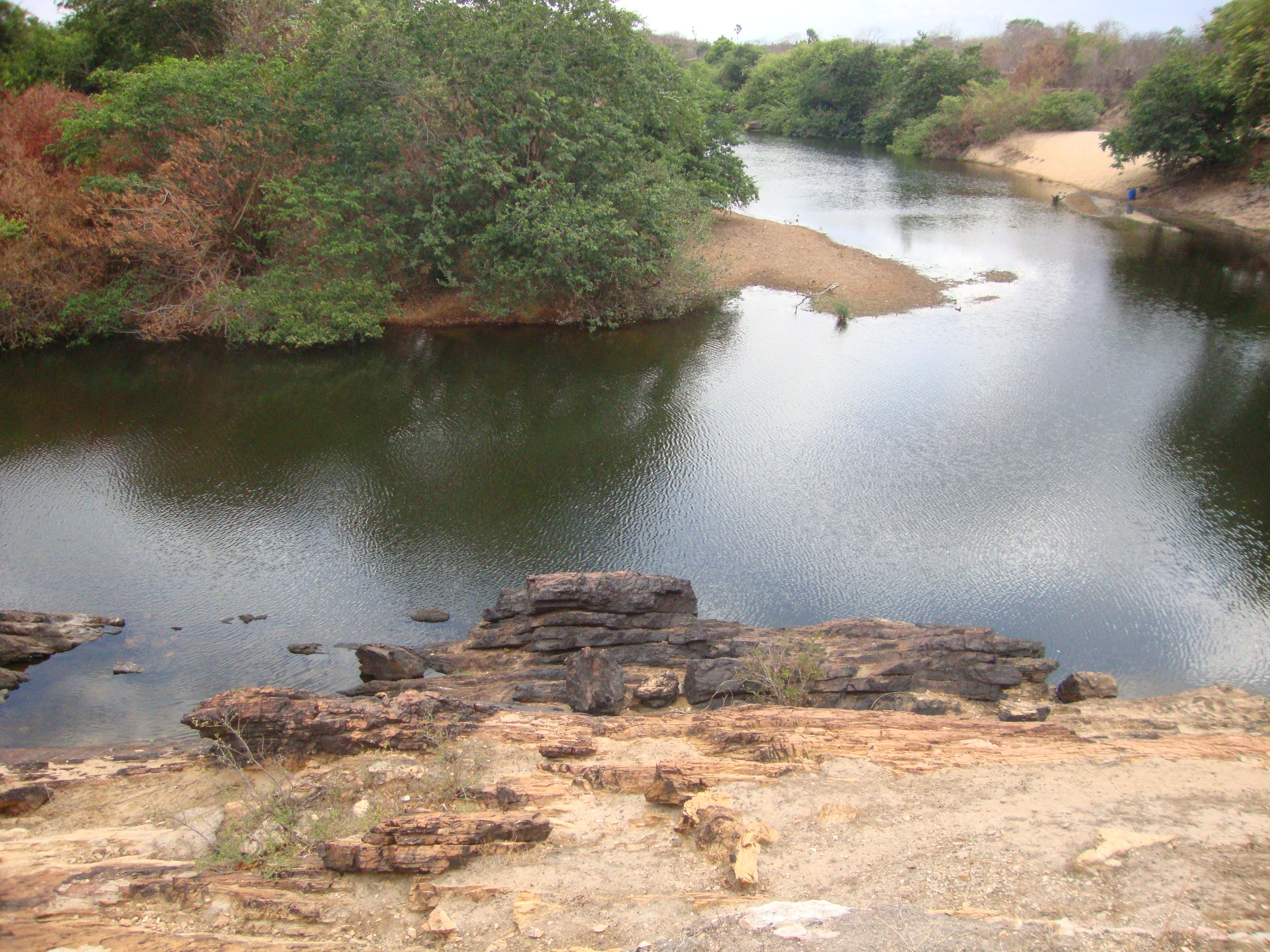
Riacho do Carvalho

No município de Uruoca, há muitas serras. A sede do município é cercada por serras, e os moradores dizem que Uruoca é um "buraco". Uruoca está na Depressão Sertaneja, que é uma classificação especial par este tipo de relevo, a uma altura média de 70 metros. A área do município é de 696,77 km².

### Vegetação
Como na maior parte do Ceará, a vegetação predominante é a Caatinga, do tipo arbustiva densa. Há outros tipos de vegetação menos abundantes que são: Complexo Vegetativo da Zona Litorânea e Floresta Mista Dicótilo-Palmácia.

### Solo
Os tipos de solos encontrados são: Solos Litólicos, Planossolos solódico e Podzólico Vermelho-Amarelo.

### Clima
| Gráfico climático para Uruoca                  | Gráfico climático para Uruoca | Gráfico climático para Uruoca | Gráfico climático para Uruoca | Gráfico climático para Uruoca | Gráfico climático para Uruoca | Gráfico climático para Uruoca | Gráfico climático para Uruoca | Gráfico climático para Uruoca | Gráfico climático para Uruoca | Gráfico climático para Uruoca | Gráfico climático para Uruoca |
| ---------------------------------------------- | ----------------------------- | ----------------------------- | ----------------------------- | ----------------------------- | ----------------------------- | ----------------------------- | ----------------------------- | ----------------------------- | ----------------------------- | ----------------------------- | ----------------------------- |
| J                                              | F                             | M                             | A                             | M                             | J                             | J                             | A                             | S                             | O                             | N                             | D                             |
| 99 32 22                                       | 177 31 22                     | 261 30 22                     | 243 30 22                     | 129 30 22                     | 31 21                         | 11 31 21                      | 2 32 22                       | 0.6 32 22                     | 2.1 33 22                     | 6 33 22                       | 23 33 22                      |
| Temperaturas em °C • Precipitações em mmFonte: |                               |                               |                               |                               |                               |                               |                               |                               |                               |                               |                               |

Como é comum no Sertão Nordestino, o clima de Uruoca é semi-árido, com temperatura média de 26 °C a 28 °C e um período de chuvas de janeiro a maio, e de seca de junho a dezembro. A pluviosidade anual média é 956,8 mm.

### Recursos hídricos e Hidrografia
Os recursos de Uruoca são: o Rio Coreaú, que passa pelo distrito de Campanário, e o açude Premuoca, que se localiza na sede do município. Este último tem água salobra, e a água consumida em Uruoca vem do rio Coreaú, que é administrada pela CAGECE.

## Geologia

### Recursos minerais

#### Ferro
Há ocorrências de minério de ferro situadas a norte da cidade, localizadas ao longo de zonas de cisalhamento, onde ocorrem brechas hidrotermais com ferro, manganês e sílica, bem como metachertes miloníticos. A região também apresenta lateritas ferruginosas e manganesíferas, com limonita, goethita, além de magnetita, hematita e óxidos de manganês.

#### Cobre
A ocorrência de cobre é formada por uma associação de rochas sedimentares e vulcânicas, com mineralizações de sulfetos de cobre, chumbo e zinco, similar à da jazida de cobre da Mina Pedra Verde, em Viçosa do Ceará. O minério ocorre como piritas, calcopiritas e galenas disseminadas em veios e fraturas, agregados de esfaleritas e bornitas disseminadas.

## Divisão administrativa e demografia
Uruoca é divida em três distritos: sede, Campanário e Paracuá. Como na maioria dos municípios, a população está mais concentrada na sede; em seguida vem Campanário e Paracuá. A cidade de Uruoca é dividida em seis bairros: Centro, Brasília, Alecrim, Roberto Dourado, Nossa Senhora do Livramento e 26 de Março. Há comunidades expressivas, que juntas com as sedes dos distritos, configuram as nove maiores comunidades em população no município. São elas: Boa Vista, Casinhas, Bom Sucesso, Cantagalo, Pedra Branca dos Caris e Canto das Pedras.

## Educação
Uruoca conta com escolas espalhadas pelo seu território, sendo elas de ensinos infantil e fundamental instituições do município. Na sede, temos os centros de ensino infantil Creche Vânia Rocha e a Escola de Ensino Infantil Walter Bezerra de Sá. No ensino fundamental, estão duas escolas: a E. E. F. Murilo Aguiar, a Escola de Tempo Integral Francisco Moreira Rocha (ensino fundamental I) e a E. E. F. Valdemar Rocha (ensino fundamental II).
No distrito de Campanário, temos as Escolas de Ensino Fundamental Francisco Marques Vieira, Rodolfo Fernandes Moreira Chaves e Né Conrado, além da Creche Antonia Almeida Batista.
No distrito de Paracuá, temos somente a creche Maria Alves Pereira e a única escola de ensino fundamental I e II, a Cel. Domingos Alves Pereira.
Há outras espalhadas nas localidades do município, como a E. E. F. Dona Alcídia Sales, na localidade de Baliza.
No ensino médio temos apenas uma, a E. E. M. Olímpio Sampaio da Silva, sendo uma escola estadual. O contingente de alunos era tão grande vindos dos distritos e localidades do município inteiro, que, em 2007, criaram um anexo dessa escola na Né Conrado, no distrito de Campanário, pois contava somente com 5 salas de aula. Esta última cedeu 3 salas para amenizar a superlotação na sede. Hoje em dia, apenas o distrito de Paracuá e suas localidades entorno, dependem do ensino médio na sede, com transporte cedido pelo município.

## Lazer

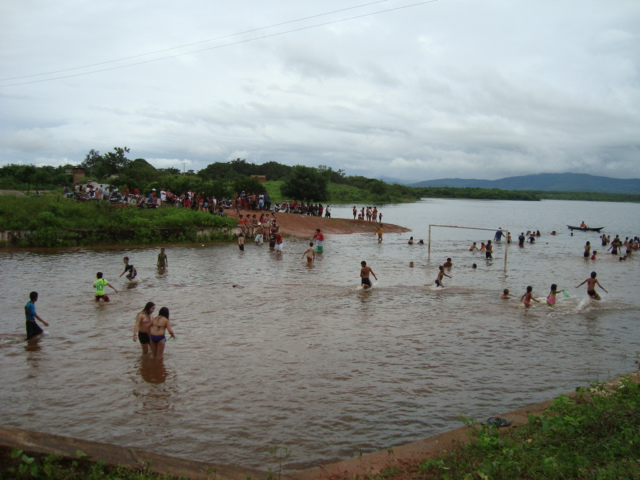
Açude Premuoca (3 de maio de 2009). Nos finais de semana, parte da população da cidade vem a este ponto para diversão. Aqui ele está sangrando praticamente ao máximo, o que não acontecia há 6 anos.

O lazer no município vem crescendo recentemente. O principal ponto é o açude Premuoca, tanto que foi criado o balneário Premuoca de um lado do açude o açude esta seco, e o balneário José Iso Pessoa do outro. Nos finais de semana, principalmente na época chuvosa, quando o açude está sangrando, parte da população vem para um desses pontos para se divertir e ver este espetáculo.

## Esportes
Os esportes no município se destacam principalmente pelos campeonatos realizados pela Secretaria de Educação, Cultura e Desporto. Campeonatos de futebol são os eventos que mais atraem, pois com a reforma recente do estádio Ivanilton Gomes Batista, o "Batistão", conta com gramado. Os campeonatos de futsal também atraem muitas pessoas para o Ginásio Poliesportivo Aniceto Rocha, onde acontecem com a proximidade do aniversário do município, dia 26 de março.
No distrito de Campanário temos o Ginásio Onias Fernandes Chaves. Em Paracuá, temos o Ginasio esportivo Téo Filho.
.

## Cultura
A cultura em Uruoca é bem diversificada. Na proximidade do aniversário do município, realizam-se vários eventos culturais, dentre eles o Festival da Canção Maestro Bebé, que atraem cantores profissionais e amadores do município e região. No mês de junho, como é costume no Nordeste, acontecem as apresentações de quadrilhas; no mês de julho, especialmente no segundo final de semana, acontece o Festival de Quadrilhas de Uruoca (FQU), onde há a apresentação de quadrilhas da Zona Norte do estado.

## Religião
Como na maior parte do Nordeste, a religião predominante é o Catolicismo. Recentemente, foi criada a Paróquia de Nossa Senhora do Livramento, que engloba o município, exceto Paracuá, que ainda continua figurado na Paróquia de Nossa Senhora da Conceição de Martinópole. Os festejos da padroeira, de quem a paróquia recém-formada recebe o nome, acontecem de 5 a 15 de agosto. Há também outras religiões em Uruoca, o Protestantismo,como a segunda religião mais praticada no município, e em minoria, o Espiritismo.